# 社會契約

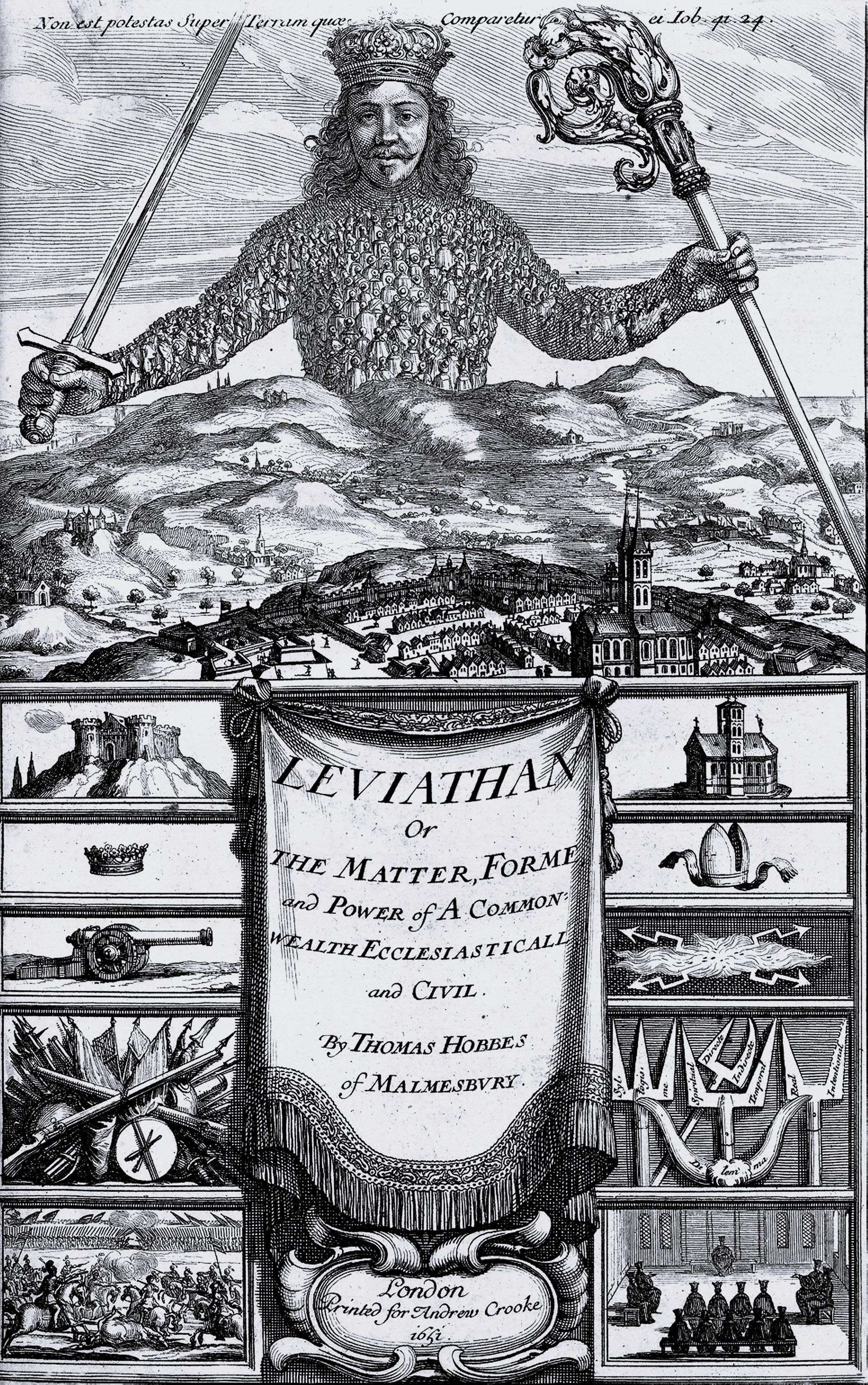
托马斯·霍布斯于1651年所著《利维坦》的原始封面页，在该书中他初步探讨了社会契约论相关的概念

社會契約（英語：Social Contract）是伦理学和政治哲学中被用来探讨個人与政府合法性之間關係的一種概念。社會契約主張：個人融入政治社會是透過一個相互同意的過程，當中，個人同意遵守共同的規則，並接受相應的義務，以自己和其他人不受暴力和其他種類的傷害。社會契約理論對催生主權在民這一政治理念發揮了重要的歷史作用。大多數社會契約理論的出發點，是對不存在任何政治秩序的人類生存條件作啟發式的審視，通常稱為「自然狀態」。在這種情況下，個人的行動只受他們個人的權力和良心所約束。從這個共同的起點，社會契約論者各以不同的方式證明，為什麼一個理性的個人自願放棄他自然的自由，獲得政治秩序的好處。
托馬斯·霍布斯（1651年）、約翰·洛克（1689年）和盧梭（1762年）是最著名的社會契約論思想家。他們對政治權力的性質有不同的結論。霍布斯提倡君主專制，洛克提倡自然權利，盧梭提倡民主共和。美國獨立宣言援引了洛克的社會契約概念。近代的思想家如羅爾斯亦重提社會契約概念，但其內容不盡相同。
雖然社會契約的提出是為了解人類社會的發展，但社會生物學家發現這概念對了解其他物種的社會，甚至種間的共生關係頗有幫助。

## 概述
根據霍布斯，人類生活若沒有政治秩序和法律，將會是「孤獨、貧困、骯髒、野蠻，和短視的」。沒有政治秩序和法律，我們將生活在自然狀態下，每個人都有無限的自然自由，包括“所有事物的權利”，從而可自由掠奪、強姦和謀殺，將有無止境的“所有人對所有人的戰爭”。為了避免這種情況，自由的人建立政治社群，即通過社會契約社會建立公民社會；當中，每個人絕對服從某一絕對的权力，以換取安全；對於霍布斯，這個权力就是君主。雖然君主的法令可能是武斷和專制的，霍布斯認為這是可怕的無政府自然狀態以外的唯一選擇。不過，盧梭等人認為，我們雖然在接受尊重和保護他人權利的義務之時，放棄了一些自由之時，但同時取得了公民的權利。
社會契約的中心思想是，法律和政治秩序是非自然的，而是由人類所創造。人類所創造的社會契約和政治秩序是手段，其目的是為了個人的福祉，而根據一些哲學家如盧梭，這種手段僅在其能夠滿足一般大眾利益的条件下合法。對於許多社會契約論者，這意味著，在法律或政治結構中的失誤，公民可以通過選舉或其他手段，甚至暴力來改變。

## 歷史

### 古典思想
柏拉圖所寫的著名對話克力同篇表達了希臘版本的社會契約論。在對話中，蘇格拉底拒絕從監獄中逃脫以避開死刑。他認為，儘管他有機會去其他地方，但他心甘情願一生留在雅典，這表示他已經接受了社會契約，即當地的法律責任，就算他被不公正地定罪，他也不能違反這些法律。伊壁鳩魯似乎亦有很強的社會契約意識，他認為正義與法律植根於相互的協議和利益。:574-575

### 文藝復興時期的發展
昆廷·斯金納認為，幾個關鍵的現代契約理論創新是來自法國的加爾文教派──胡格諾派教徒，他們的工作被反對西班牙的低地國家作家和其後的英格蘭天主教徒所轉述（代表人物為莫爾奈的菲力浦）。其中，薩拉曼卡學校的弗朗西斯科·蘇亞雷斯（1548年至1617年），可被視為早期的社會契約理論家，曾通過理論化自然法則，試圖限制君主專制的神聖權利。所有這些群體引發了一種概念，就是通過社會契約或合同的方式而成的民眾主權，而所有這些主張的出發點是“自然狀態”的原型，大意是政治的基礎是每個人本質上不受任何政府擺佈。然而，這些主張主要依靠在羅馬法中找到的「社團理論」（corporatist theory），當中，"a populus"可以作為一個獨特的法律實體存在。因此，這些主張認為，一群人可以加入政府，因為它有能力行使單一意志，並同欠缺主權權力的情況下以單一聲音作決定；這種主張後來被霍布斯和其他契約論者所揚棄。

## 哲學家

### 格勞秀斯（1625年）
在17世紀初，格勞秀斯提出個人的「自然權利」此一現代理念。格勞秀斯假設每個人都有自我保護的自然權利，並在面對宗教的多元化和自然科學的興起時，以這種理念作為道德共識的基礎。他試圖為社會的道德形成提供一個簡單的基礎，即是一種每個人都可以接受的自然法則。他甚至在其《戰爭與和平的法律》中表示，即使我們承認沒有神這種最邪惡的想法，這些法律將仍然有效。這個想法被認為是煽動性的，因為據此，如果他們所成立的政治社會喪失它最初成立的目的，即為了維護人們，那權力可以最終回到眾人。換句話說，主權在民。格勞秀斯說，人是「sui juris」（在自己的管轄下）。人們有作為人的權利，但這些權利是因應人們所接受的道德而有界線的；每個人都必須接受，人們作為個體有權盡量保存自己。因此，我們應該避免相互傷害或干擾。任何違反這些權利的行為應當受到懲罰。

### 霍布斯的利維坦（1651年）
闡明了詳細的契約論的第一個現代哲學家托馬斯·霍布斯（1588年至1679年）。根據霍布斯，個人在自然狀態下的生活是「孤獨、貧困、污穢、野蠻和短暫的」，在這樣的狀態下，自身的利益、權利和契約的缺失使「社會性」或社會不可能出現。生命是“無法無天的”（anarchic）。在自然狀態下的個人是非政治性和不具社會性的。這種自然狀態之後，出現了社會契約。
當個人走到了一起，並割捨他們一些個人權利，使其他人也同樣割捨這些權利，社會契約就會出現。這導致了社會的建立，並推而廣之，國家和主權實體的建立，這是為了保護這些新的權利，規範社會互動。但由社會契約而來的國家制度，是無政府狀態（無領導）。正如在自然狀態下的個人，主權國家在自身的利益、權利和契約欠缺的情況下，國家根據自身利益行事，與其他國家競爭。就像在自然狀態下，國家之間注定會發生衝突，因為有沒有超過國家的主權並足夠強大實行社會契約。事實上，霍布斯的著作為國際關係現實主義提供了理論基礎。

### 洛克的政府論（1689年）
洛克的社會契約的概念不同於霍布斯，僅核心概念相同，即在自然狀態下的人會自願地走到一起，形成一個國家。洛克相信個人在自然狀態下，會受道德的約束，在「自然法律」下，不傷害對方性命和財產，但他承認，如果沒有政府的保護，人們的權利不能得到保障，將生活在恐懼之中。洛克認為，個人同意組成一個提供“中立的法官”的國家，以保障生命、自由和財產。儘管霍布斯主張近乎絕對權威的政府，但洛克主在他的政府論中主張根據法律，自由不可侵犯。洛克主張，政府的合法性來自公民派到政府的代表，以行使其自我保存的權利。因此，政府是公正、客觀的代理人，行使個人自我保存的權利，而不是每個人充當自己的法官、陪審團和劊子手，即在自然狀態下的情況。這種觀點認為，政府的權力「經受統治者之同意取得應有之權力」（美國獨立宣言）。對於杰斐遜和許多美國的開國元勳，洛克是最重要的政治哲學家。

### 盧梭的社會契約論（1762年）
盧梭（1712年-1778年）在他的社會契約論提出基於不受限制人民主權的社會契約論。雖然盧梭寫道英國人是當時最自由的人，他並不贊同他們的代議政制。盧梭認為，只有人民在立法方面有直接權力而人民主權是不可分割，自由才有可能出現。但他也主張，人們往往不知道自己的“真正意願”，直到一位偉大的領袖（下稱“立法員”）出現，以改變人們的價值觀念和習俗（很可能是通過宗教），合適的社會才會出現。
盧梭的政治理論與在洛克和霍布斯不同。盧梭發展出「公共意志」的概念，公民不能通過利己主義而追求真正利益，而必須服從由公民集體行動而立下的法律。盧梭的名言：「強迫得自由」"be forced to be free"應如此理解：什麼東西對整體是好的，應由個人和不可分割的人民主權來決定；那麼如果個人以其普通的利己原則，不服從的領導，他將被迫聽從他們，因他本身是集體的成員（如公民）。因此，由人民集體地作出的法律，並非是對個人自由的限制，而是其表述。故執行法律，包括刑法，不是對個人自由的限制，因為作為個人，作為一個公民，表示明確同意受到限制；如果他不尊重自己的意志已反映到公共意志中，他會受到限制。由於法律代表公民自由的限制，法律代表着人類從自然狀態進入文明社會。從這個意義上說，法律是一種文明的力量，因此，盧梭認為，法律有助於陶冶他們的性格。

### 蒲魯東的個人主義社會契約（1851年）
雖然盧梭的社會契約是基於人民主權而非個人主權，也有其他如個人主義者、自由主義者和無政府主義者提倡的社會契約，涉及消極權利和受限制的國家。
皮埃爾-約瑟夫·蒲魯東（1809年至1865年）所提倡的社會契約的概念，不涉及個人將主權移交給他人。據他所指，社會契約不是個人與國家之間，而是個人之間的，相互不脅迫或支配的契約，每一個人維護自己完全的主權：

### 羅爾斯的正義論（1971年）
約翰·羅爾斯（1921至2002年）提出了的契約概念秉承康德主義，在其正義論（1971年）中，理性的人在一個假設的「原初狀態」下，撇開其個人喜好和能力而在無知之幕中，會同意某些司法和法律組織的一般原則。這個想法也用於博弈論對公平概念的形成。

### 高塞爾的協議下的道德（1986年）
大衛·高塞爾的“新霍布斯主義”理論認為，兩個獨立的和利己的個體之間合作，的確是可能的；特別是當它來理解道德和政治他特別指出雙方面臨囚徒困境的挑戰時合作的好處。他建議，如果雙方都堅持原商定的安排和契約所述的道德，它們都將有一個最佳的結果。在他的社會契約模型，信任、理性和自身利益是使每一方誠實和不違規的所有因素。